# Жатецький хміль
Жатецький хміль — різновид хмелю, що активно використовується в броварстві. Названий за чеським містом Жатець, що є центром історичного регіону його вирощування. Також усталеною є назва заацький хміль, похідна від німецької назви Жатеця — Заац (нім. Saaz).
Жатецький хміль був ключовим інгредієнтом для створення в 1840-х роках у Богемії виду пива пільзнер, який на сьогодні є найпоширенішим видом пива низового бродіння. По сьогодні лишається невід'ємною складовою виробництва класичного пільзнера.

## Історія
Хмелярство в Чехії почало активно розвиватися в XV–XVI століттях, вже на той час регіон навколо Житеця з його червоною, насиченою залізом землею відігравав ключову роль у цій галузі сільського господарства. Жатецький різновид хмелю, отриманий приблизно в цей період чеськими хмелярами шляхом складної селекційної роботи, і досі лишається найпопулярнішим серед броварів Чехії та інших країн. Більшість інших різновидів хмелю, що вирощуються в Чехії, створені саме на основі жатецького.
На сьогодні на жатецький хміль припадає понад 80 % сукупного виробництва хмелю в Чехії.

## Маркетингове значення
Жатецький хміль має загальновизнаний статус ключового інгредієнта високоякісного пива низового бродіння та обов'язкової складової класичного пільзнера. Тому виробники пива, що використовують його для виробництва своєї продукції, іноді вказують у рекламних матеріалах інформацію про застосування саме цього виду хмелю.
Приміром, 2006 року один з провідних українських виробників пива ЗАТ «Оболонь» при виведенні на ринок свого нового саббренду «Pils» робив у рекламі окремий наголос на використанні при його виробництві саме жатецького хмелю.